# Alfredo Olivas
José Alfredo Olivas Rojas, (1 de octubre de 1993 Ciudad Obregón, Sonora, México) más conocido como Alfredo Olivas o Alfredito Olivas, es un cantante, compositor y acordeonista de música regional mexicana especializado en los estilos de banda sinaloense, norteño sinaloense, mariachi y country en español. También es conocido como El Patroncito (inspirado en una canción incluida en su álbum homónimo de 2011).

## Carrera
Comenzó su carrera a la edad de 9 años. Alfredo Olivas ha escrito más de 1000 canciones y lanzado docenas de sencillos en sellos independientes. Tiene un registro vocal de contratenor. Firmó un contrato con Fonovisa Records a la edad de 16 años, a los 18, junto a Regulo Caro y Tino Acosta crea un grupo con el nombre de "Los Belicazos De Primera" o popularmente conocidos como "Los Tres Mandos".
"El Patroncito" (su primer disco en solitario) fue lanzado en 2011. En 2014, Olivas firmó con un sello de Sony, Sahuaro Music. Su álbum más reciente, "El Privilegio", fue lanzado en enero de 2015. Un tema de ese álbum, "Mi porvenir", se incluyó en las listas de Billboard en la categoría de música regional mexicana. El álbum alcanzó el segundo lugar en el "Top Latin Albums de Billboard" (29 de enero de 2015), y alcanzó también una máxima posición de lugar 2 en la lista de álbumes "Top Regional Mexicana" de Billboard. La canción "Mi porvenir" pasó 2 semanas en el lugar 30 para "Airplay Regional Mexicana", con un máximo lugar de 26. En la semana del 29 de marzo de 2015, "El Privilegio" alcanzó el lugar 61 en la tabla de iTunes "Top 100 Discos Latina".
Uno de sus corridos más populares es "Las Vacaciones del Jefe," que se incluye en El Patroncito. Esta canción comienza con la frase: "Yo no he matado a nadie... ultimamente". El video relacionado recibió cientos de miles de visitas en YouTube. La canción alcanzó el lugar 31 en la selección regional "Mexican Airplay" de Billboard.
Olivas ha compuesto canciones para varias bandas notables. Los Cuates de Sinaloa grabó la canción, "Tocando con la mafia", que alcanzó el puesto 13 en "Top discos Regional Mexicana" de Billboard en 2011.
El trabajo más reciente de Olivas se aleja de los narcocorridos . Dice que cartel de la violencia en México y el nacimiento de su primer hijo le han motivado a crear música más positiva, en un estilo conocido como "Norteña Romantica".
A colaborado con Alexander García (el fantasma), en varios duetos como “el zoológico”, “contrato con la muerte" y el inédito “los enjambres". 
Lanzó vídeo oficial en vivo de su actualización en el auditorio Telmex con su “Tiene memoria la piel Tour”. 
Más de 90 millones de reproducciones en YouTube cuenta el vídeo de “ Antecedentes de culpa".
Mas de 480 millones de reproducciones en YouTube cuenta le video de "El Paciente"
En el 2016 ganó en la categoría “Artista juvenil del año y canción norteña del año".
Postulo a su atentado de 2015, 10 años después en 2025 regresa con su álbum llamado "V1VO" que hace referencia a que el paciente de 10 años antes esta "vivo" todo esto lo popularizó más de lo que es y lo ha colocado en las primeras listas de vistas en el país. El tema llamado "De Sobremanera" del mismo álbum fue el que más revuelo hizo ya que con su música de banda fue el que marco el regreso de Alfredo Olivas al regional mexicano después de 3 años.

## Atentado
El 28 de febrero de 2015, Alfredo Olivas de entonces 20 años recibió seis disparos mientras estaba arriba de un escenario en Hidalgo del Parral, Chihuahua, México. Olivas cantaba la canción "Así es esto," y se inclinó para lanzar su chaqueta a una asistente. El novio de la mujer y dos de sus compañeros sacaron armas de fuego, disparando veinticuatro veces. Olivas y otros hombres (que estaban en la sección vip en la parte delantera del escenario) resultaron lesionados. Olivas sobrevivió, pero dos de los otros hombres que también fueron lesionados murieron por causa de los disparos. Derivado de esto nace en el álbum La Rueda de la Fortuna lanzado en el año 2017 el tema "El Paciente", un corrido escrito por Olivas que narra todo lo sucedido en su atentado, este corrido pasó a ser el tema más importante de su carrera musical, este corrido cuenta con más de 480 millones de reproducciones en la plataforma de YouTube.

### Consecuencias
Como consecuencia del tiroteo en el concierto de Olivas el estado de Chihuahua prohibió la interpretación de los narcocorridos.

### Detenciones
Tres hombres armados fueron detenidos. El motivo de los hechos pudo ser celos. Un miembro de la audiencia grabó un video del tiroteo y más tarde lo publicó en YouTube.

### Prohibición de narcocorridos
En octubre de 2022, la policía del Estado de México logró evitar un presunto atentado en contra del cantante en Texcoco; arrestando a dos personas.

## Discografía

### Álbumes
- 2010: El Patroncito
- 2012: Así Es Esto
- 2013: Con el Pie Derecho
- 2015: Privilegio
- 2017: La Rueda de la Fortuna
- 2019: El Día de los Muertos
- 2022: Alfa y Omega
- 2024: De Polo A Polo (EP)
- 2025: V1V0

### Compilaciones
- 20 Corridos Bien Perrones (publicado 5 de agosto de 2014 por Fonovisa Récords)
- Club Corridos: Corridos de Combate (publicado el 19 de febrero de, 2014 SonoraMX)
- Club Corridos: ¡Sinaloa Rifa! (publicado el 13 de enero de, 2014 por Hyphy Music)
- Corridos #1 (lanzado el 10 de enero de 2012 por Disa Records/UMG Recordings Inc.)